# Gedea sinensis
Gedea sinensis är en spindelart som beskrevs av Song D., Chai I. 1991. Gedea sinensis ingår i släktet Gedea och familjen hoppspindlar. Inga underarter finns listade i Catalogue of Life.